# Vanessa de Assis
Vanessa de Assis (Eldorado do Sul, 23 de outubro de 1984) é uma modelo brasileira.
Vencedora da etapa nacional do Supermodel Brazil 2000, conquistou a segunda posição na etapa mundial do concurso Supermodel of the World. Participou em campanhas para as marcas Marc Jacobs, Ralph Lauren e Donna Karan, e estampou capas e editoriais para revistas como a Harper's Bazaar espanhola, a Marie Claire e a Vogue inglesa.
Vanessa fez uma aparição no reality show The City de Whitney Port no episódio "Everything On The Line".
Em 2014, Vanessa de Assis fundou a Associação de Mulheres de Eldorado do Sul - AMES.